# Ptychadena bibroni
Ptychadena bibroni là một loài ếch trong họ Ptychadenidae.
Loài này có ở Burkina Faso, Cameroon, Cộng hòa Trung Phi, Tchad, Cộng hòa Dân chủ Congo, Bờ Biển Ngà, Gambia, Ghana, Guinea, Liberia, Mali, Nigeria, Senegal, Sierra Leone, Togo, có thể cả Bénin, có thể cả Guinea-Bissau, và có thể cả Sudan.
Các môi trường sống tự nhiên của chúng là xavan khô, xavan ẩm, đầm nước ngọt có nước theo mùa, vườn nông thôn, các khu rừng trước đây bị suy thoái nặng nề, và kênh đào và mương rãnh.